# Bowldown
Bowldown – wieś w Anglii, w hrabstwie Wiltshire. Leży 52 km na północny zachód od miasta Salisbury i 138 km na zachód od Londynu.